# 2013年金馬國際影展
2013年金馬國際影展是在2013年11月8日至11月28日，於臺灣的台北舉辦。

## 簡介
參展影片如下：
- 佩德罗·阿尔莫多瓦尔《飛常性奮！》
- 伍迪·艾伦《蓝色茉莉》
- 柯恩兄弟《醉鄉民謠》
- 菲利普·卡黑《戀人啊！》

## 外部連結
- 金馬國際影展（页面存档备份，存于）